# Peter Swinnerton-Dyer

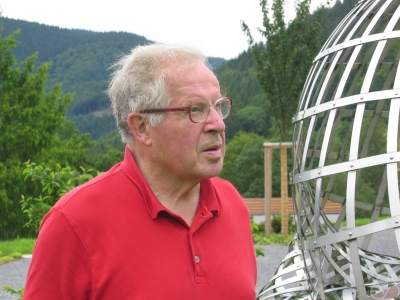
Peter Swinnerton-Dyer

Henry Peter Francis Swinnerton-Dyer (ur. 2 sierpnia 1927, zm. 26 grudnia 2018), znany jako Peter Swinnerton-Dyer – matematyk brytyjski, specjalista z dziedziny teorii liczb.

## Życiorys
Ukończył Eton College oraz Trinity College na Uniwersytecie Cambridge . Karierę akademicką związał z Trinity College oraz St Catharine's College na tymże uniwersytecie. W latach 1979–1981 prorektor (ang. vice-chancellor) tej uczelni. W roku 1967 został wybrany na członka Towarzystwa Królewskiego, zaś w roku 2006 otrzymał Medal Sylvestera.
Znany z prac nad Hipotezą Bircha i Swinnertona-Dyera, związanych z krzywymi eliptycznymi oraz L-funkcjami. Wraz z Bryanem Birchem pracował nad tymi zagadnieniami w pierwszej połowie lat 60. XX wieku, także przy pomocy narzędzi komputerowych. 
Peter Swinnerton-Dyer był również graczem brydża, reprezentującym Wielką Brytanię w roku 1953 na Europejskich Mistrzostwach Grupowych.